# 대장경목록
《대장경목록》(大藏經目錄)은, 고려 재조대장경(再造大藏經)의 판각 목록이다. 목판본. 상중하 1책. 
재조대장경 즉 현존 합천 해인사 소장 팔만대장경은 초조대장경(부인사 소장)이 몽골의 침공으로 소실된 뒤 고려 고종(高宗) 24년(1237년)부터 동왕 38년(1251년) 사이에 조조한 것으로, 그 목록은 경판의 점검 함가목록의 성격을 아울러 지니고 있는 것이 특징이다. 
이는 수기(守其) 법사가 철저하게 교정하고 검토하여 초조대장경에 누락되어 있는 것과, 실제와 번역이 다른 것, 또는 본문 글자가 잘못되거나 누락된 것 등이 심한 것은 대체하였으며, 초조대장경이 완성된 이후 입수된 송조대장경에서 중복되지 않는 내용을 포함시키고, 또 그밖에 대장도감(大藏都監)이 필요하여 조조한 장소(章疏)류와 승전류를 보유한 것의 목록이다. 
기술은 《대장목록》과 마찬가지로 함차, 인지수, 경전명, 권차, 역찬자의 역조, 승려 이름, 역찬(譯撰) 표시를 차례로 간략하게 기술하였으며, 배열 역시 대장목록과 같이 천함(天函)부터 영함(英函)까지는 개보칙판에 의거하여 보살삼장경(菩薩三藏經, 대승삼장록), 성문삼장경(聲聞三藏經, 소승삼장록), 성현전기록(聖賢傳記錄)으로 구분하여 전개하고 있으나, 송조대장경과 그밖의 것에 의한 두함(杜函)부터 초함(楚函)까지는 분류하지 않고 경전이 판각되는 대로 누가식으로 편입시켰다. 
그 내용은 현재 해인사에 보관중인 팔만대장경과 일치하고, 다만 판각의 규모가 그것보다 좀 더 많을 뿐이다. 

## 참고 문헌
- 서지학개론 편찬위원회 《서지학개론》 도서출판 한울, 2004년

## 같이 보기
- 신편제종교장총록
- 대장목록 - 《초조대장경》의 판각목록이다.